# Ayanda Sishuba
Ayanda Sishuba (Doornik, 2 februari 2005) is een Belgisch voetballer met Zuid-Afrikaans roots die onder contract ligt bij RC Lens. Hij is de zoon van Asanda Sishuba.

## Clubcarrière
Sishuba begon zijn jeugdopleiding bij Mouscron-Péruwelz. Lille OSC haalde hem op jonge leeftijd binnen, maar Sishuba keerde terug naar Moeskroen. Toen hij dertien jaar oud was, haalde RC Lens hem toch weer naar Frankrijk.
Op 22 januari 2022 maakte hij zijn officiële debuut voor het tweede elftal van de club in de Championnat National 2: in de 0-1-nederlaag tegen US Lusitanos Saint-Maur viel hij in de 69e minuut in voor Mohamed Cissé. Op het einde van het seizoen degradeerde hij met het B-elftal van Lens naar de Championnat National 3. Daar was hij in het seizoen 2022/23 goed voor negen goals in achttien competitiewedstrijden. In april 2022 ondertekende hij een contract tot 2026 bij de club.
Op 2 september 2023 maakte Sishuba zijn officiële debuut in het eerste elftal van de club: in de competitiewedstrijd tegen AS Monaco (3-0-nederlaag) liet trainer Franck Haise hem in de 72e minuut invallen voor Angelo Fulgini.